# مني مناوي
مني أركو مناوي الشهير ب"مني" (مواليد 1968 مدينة فوراوية شمال دارفور) هو سياسي سوداني شغل منصب الأمين العام لحركة تحرير السودان بجانب عبد الواحد محمد نور وخميس عبدالله ابكروالقائد الميداني السابق لحركة جيش تحرير السودان إقليم دارفور وجبل مرة حيث انشق عن الحركة وانضم إلى حكومة الخرطوم وشغل كبير مساعدي الرئيس السوداني عمر البشير رابع أكبر منصب في الرئاسة تقنيا بحسب الدستور ورئيس سلطة دارفور الإقليمية الانتقالية. اشتهر كقائد ميداني وكانت له علاقات وثيقة بالنظام الإريتري وله مساعي في قضية دارفور، أعلن عن اختفائه لفترة في 24 يونيو 2008 في دارفور  ثم عاد إلى الحكومة المركزية.

## سيرة
ينتمي لقبيلة الزغاوة ولد في بلدة فوراوية شمال غرب مدينة كتم والتحق بمدرسة فوراوية الابتدائية ثم مدرسة كرنوي المتوسطة ثم مدرسة الفاشر الثانوية [بحاجة لمصدر] ودرس اللغة الفرنسية في تشاد عامي 1994 -1996 وعمل كمعلم لمدارس الأساس في منطقة بوبا ومن ثم عمل بالتجارة بين ليبيا والكاميرون ونيجيريا التحق بالعمل العسكري في عام 2001 تحت راية حركة تحرير السودان مع المحامي عبد الواحد محمد نور.